# Monogramma junghuhnii
Monogramma junghuhnii là một loài dương xỉ trong họ Pteridaceae. Loài này được Mett. Hook. mô tả khoa học đầu tiên năm 1864.